# Les 4 Chênes
 (juillet 2014).
Si vous disposez d'ouvrages ou d'articles de référence ou si vous connaissez des sites web de qualité traitant du thème abordé ici, merci de compléter l'article en donnant les références utiles à sa vérifiabilité et en les liant à la section « Notes et références ».
Les 4 Chênes est un centre commercial francilien situé à cheval sur les communes de Pontault-Combault (Seine-et-Marne) et La Queue-en-Brie (Val-de-Marne).

## Description
Le centre commercial ouvre le 5 avril 2012.
Il dispose d'un parking de 2 000 places dont 1200 sont couvertes.
En décembre 2021, l'enseigne Costco s'installe dans le centre commercial après le départ de l'E.Leclerc,.

## Accès

### En transports en commun
Le centre commercial est desservi par la ligne 7 du réseau de bus Marne et Seine par la ligne B du réseau de bus Marne et Brie.

### Par la route
Le centre commercial est accessible directement par les nationales 4 et 104.